# Sagrada Família (Rio Grande do Sul)
Sagrada Família is een gemeente in de Braziliaanse deelstaat Rio Grande do Sul. De gemeente telt 2.668 inwoners (schatting 2009).